# اور عقیفا
اور عقیفا (در عبری: אור עקיבא) نام شهری در استان حیفا اسرائیل است که جمعیت آن در سال ۲۰۰۶ ۱۵٬۸۰۰ نفر و مساحت آن ۳٬۵۳۹ کیلومتر مربع بوده است.